# 香港の競馬

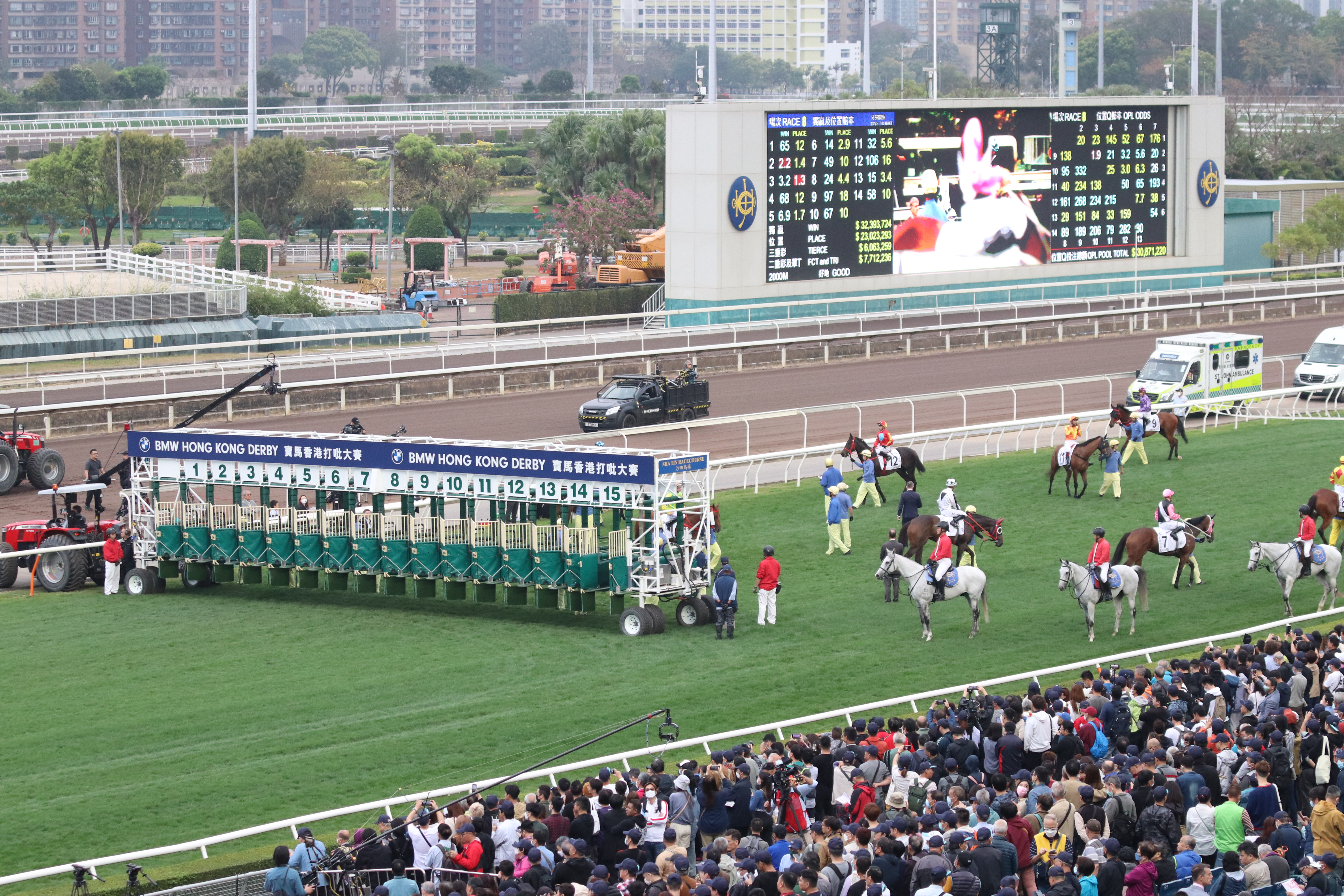
2023年3月19日、沙田競馬場の香港ダービー、レース発走前の様子

香港の競馬（ホンコンのけいば）では、香港における競馬について記述する。

## 歴史

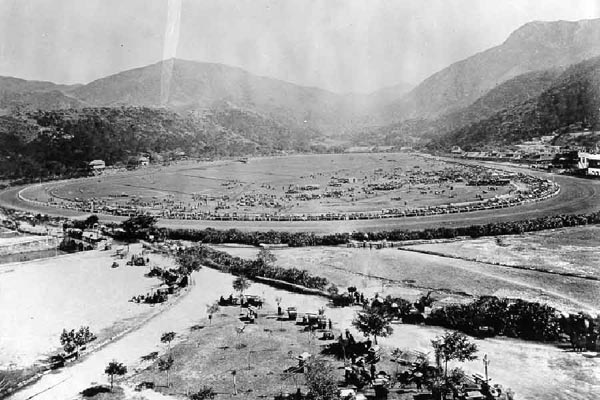
開設当時のハッピーバレー競馬場

- 1845年 - イギリスの植民地であった時代に、ポニーを用いた競馬が行われる。
- 1846年 - ハッピーバレー競馬場が開設。
- 1884年 - 統括機関として香港ジョッキークラブが設立される。
- 1918年 - ハッピーバレー競馬場で600人以上の死者を出す火災が発生。（ハッピーバレー競馬場火災）
- 第二次世界大戦によって競馬資源に壊滅的なダメージを負う。
- 1947年 - オーストラリアから輸入した競走馬を用いて競馬が再開される。
- 1960年代に入り、サラブレッドを用いた競馬が行われるようになる。
- 1971年 - 外国人騎手の騎乗が許されるようになる。
- 1973年 - ナイター競馬が始まる。
- 1973年 - 馬券の場外発売が開始される。
- 1978年 - 沙田競馬場が開設。
- 1988年 - 第1回香港招待カップが行われる。
- 2016年 - 2016/2017シーズンから国際セリ名簿基準書におけるパートI国に昇格[1]。
- 2018年 - 中国本土の広東省広州市にトレーニングセンターとして従化競馬場が開設[2]。

## 概要

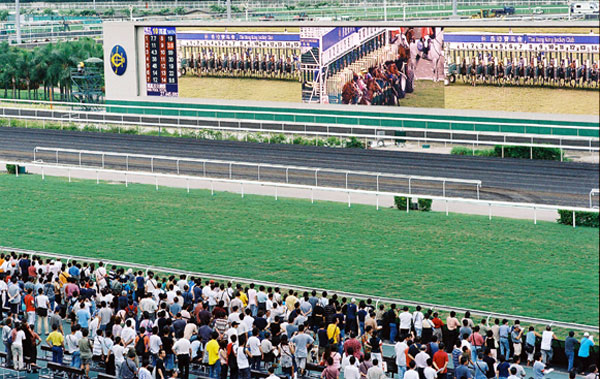
2004年、沙田競馬場のワイドスクリーンと、レース発走直前の様子

中華人民共和国においては法律上賭博が禁止されているが、特別行政区である香港は適用される法律が異なるため、馬券販売を伴う競馬開催が合法的に行われている例外である。統轄機関である香港ジョッキークラブが、競馬に関するあらゆる事項を統轄している。
開催時期は、気温の高い夏季を避ける形で、おおむね9月から翌年7月中旬までを1つのシーズンとしている。この間、毎週水曜日のナイトレースと、土曜日か日曜日のいずれか1日の日中開催の週2回開催が基本であるが、祝日開催が行われる場合は、週1回のみの開催になることがある。
なおジョッキークラブでは、さらなる開催日の増加を検討しており、政府との調整が図られている。

## 競走

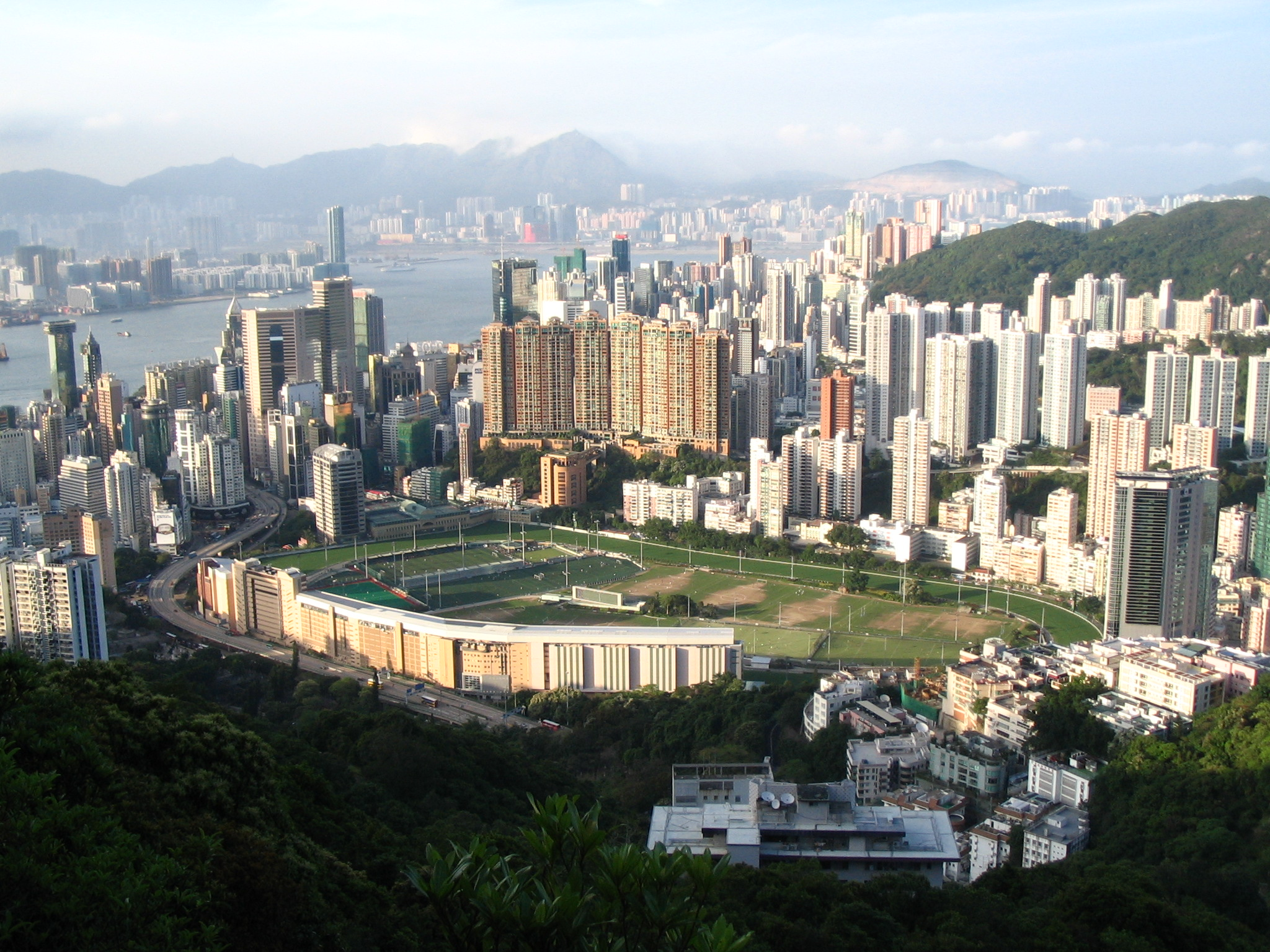
現在のハッピーバレー競馬場

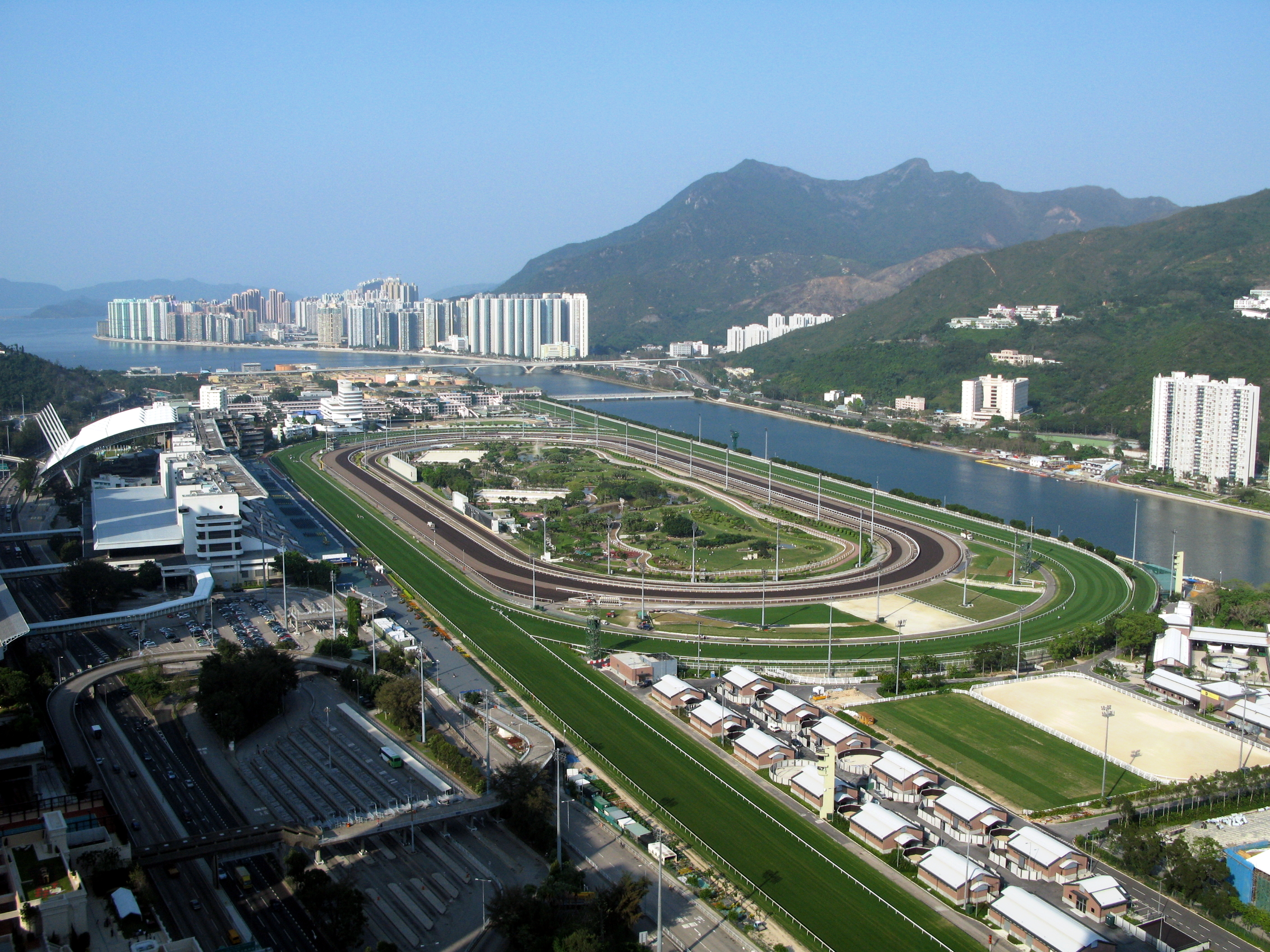
現在の沙田競馬場

サラブレッド種の馬による平地競走のみ行われる。芝コースでの競走が中心で、ダートコースの競走は実施されない。シャティン競馬場ではオールウェザートラックでの競走が行われるものの、数は少ない。
競走馬は、沙田競馬場付属の厩舎において管理され、調教は競馬場内で行われていたが、2018年に、中国本土に従化トレーニングセンターを新設し、沙田競馬場と分散して競走馬の調教や管理が出来る様になった。但し、従化トレーニングセンターから直接香港の競馬に出走する事は出来ない為、レース数日前に沙田競馬場付属の厩舎に輸送しなければならない。なお、ハッピーバレー競馬場で競馬が開催される際には、馬運車によって当日輸送される。
それぞれの競馬場で行われる競走は、国際競走や新馬競走を除いてほとんどがハンデキャップ競走で行われる。フルゲートは14頭で、出走馬は、ほぼ1週間前に出走登録を行い、開催3日前には出走馬と枠順が確定し、開催前日より馬券が発売される。ただし、競走前日までに何らかの理由で出走を取り消した馬については、予備登録している馬（通常2頭）のどちらかが補充馬として出走する。
馬番は、ハンデキャップのもっとも重い馬が1番で、もっとも軽い馬が14番となるが、枠は別途抽選で決定されるので、馬番とは一致しない。
発走の際には、発走時刻になってスターティングゲートの赤色灯が回転し始めたらゲート入りを開始し、全馬のゲートインとともに発走する。この時、ゲート内での駐立状態の悪い馬は、ゲート係員がゲートの間に立って、発走補助を行う事がある。また馬券は、ゲートが開いて場内にベルの音が鳴り響いた時に締め切りとなる。
海外で行われる大競走の馬券発売も行われており、ドバイワールドカップミーティング・ブリーダーズカップやヨーロッパの主要競走の投票券も買うことができる。また日本の競馬についても、スプリンターズステークスやジャパンカップ、天皇賞などの主要G1競走が発売されており、日曜日に香港で競馬開催が無い場合は、同日に行われる一般・特別競走も発売されている。
かつては、出走頭数が14頭以上の場合は、15番目以降の馬番の馬が、別の枠に振り分けられ、必ず14頭枠で馬券を発売することになっていたが、2009年に制度が改定され、24頭までなら馬番のとおりに発売可能になった。

## 馬券

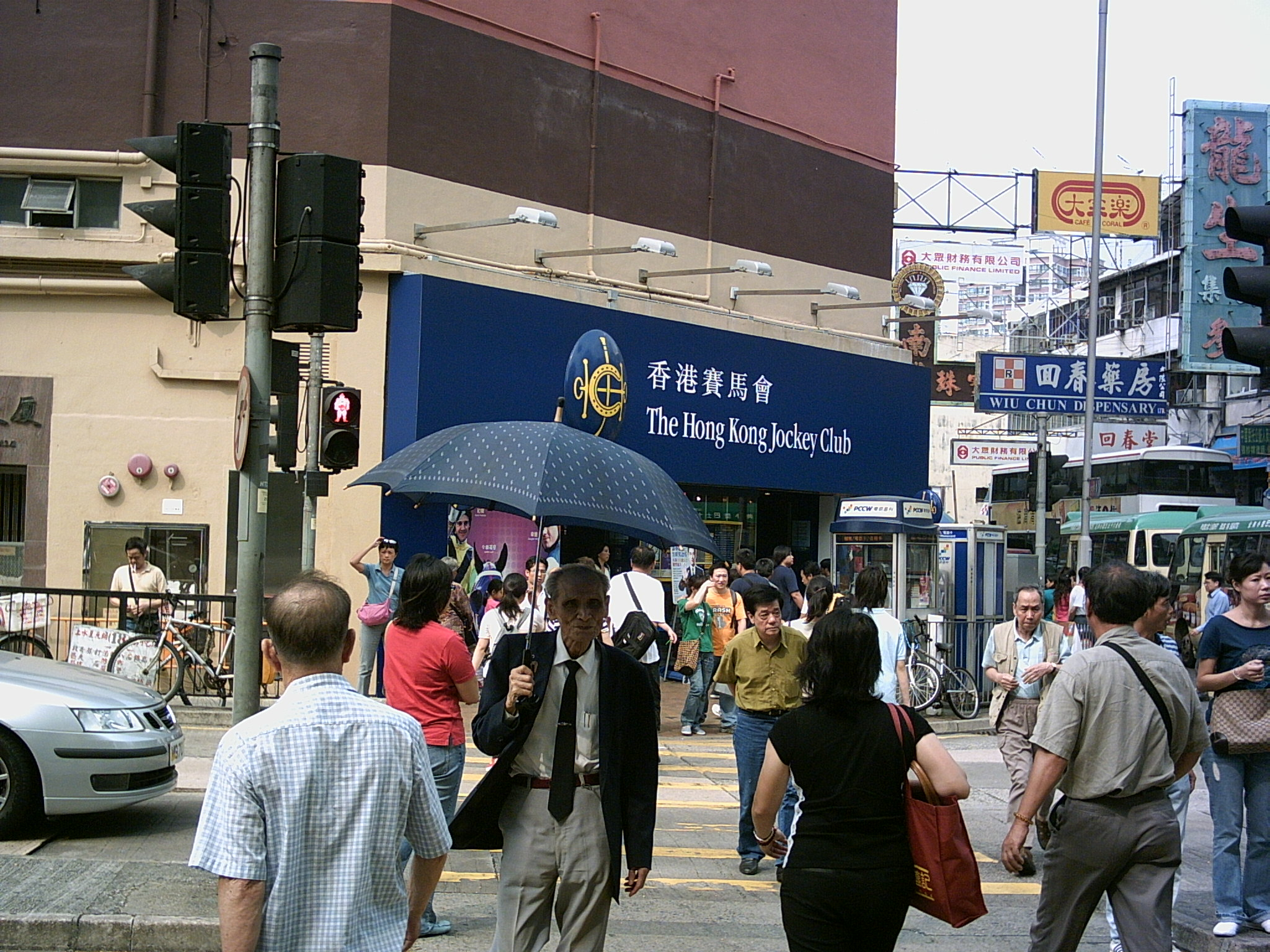
上水にあるHKJCの場外馬券売場

参考：Pari-Mutuel Pools - Beginners guide - Betting Entertainment - The Hong Kong Jockey Club
馬券（勝馬投票券）の種類はパリミュチュエル方式のみ合法で、ブックメーカーは違法である。また、HKJCが発売する競走以外の競走を香港で購入するのも違法とされている。馬券は競馬場内のほか、街中の場外馬券売場でも購入できる。このほか、電話投票やインターネット投票も可能。購入可能な年齢は18歳以上。
馬券種別は非常に豊富であり、ハンデ戦ということもあって、14頭という手ごろな出走頭数ながら、ときとして大波乱が起きることがあり、それが香港競馬の魅力ともなっている。
かつては、買い目を記入したマークカードの裏に購入馬券情報が印刷されて馬券となった時代もあったが、機器の入れ替えにより、今は専用の投票券用紙に感熱印刷されたものになっている。
標準の発売単位は10ドルであるが、1枚のマークカードで一定の金額以上購入する場合は、発売単位を最低1ドルとしてマークカード単位で総額指定を行うことにより柔軟に購入できるようになる「Flexi Bet」制度が導入されている（たとえば60通りを総額100ドルとして購入すると、1点当たりの投票額は1.6666ドルとなり、払い戻し計算も本来配当額に対して10分の1.6666として行われ、最終的に24捨25入によって50セント単位に補正された金額が払戻額となる）。

### 馬券の種類
【　】内は対応する日本語名称（日本での投票方式における名称）。
単一のレースで決着する投票方式
- Win【単勝式】 - 1着馬を予想する。Composite Winと払い戻し計算を同一プールで行う。
- Place【複勝式】 - 3着以内（発表された出走馬が4頭から6頭の場合は2着以内）に入る1頭を予想する。
- Quinella【普通二連勝複式、馬連】 - 1着馬と2着馬を順不同で予想する。
- Forecast 【馬単】　1着馬と2着馬を着順を含め予想する。Trioと払い戻し計算を同一のプールで行う。
- Quinella Place【拡大二連勝複式、ワイド】 - 3着馬までの2頭を順不同で予想する[10]。
- Tierce【三連勝単式、三連単】 - 3着馬までを着順を含め予想する。
- Trio【三連勝複式、三連複】 - 3着馬までを順不同で予想する。Forecastと払い戻し計算を同一のプールで行う。
- First 4【日本では設定なし、「四連勝複式」、四連複】  - 4着馬までを順不同で予想する。Quartetと払い戻し計算を同一のプールで行う。
- Quartet【日本では設定なし、「四連勝単式」、四連単】 - 4着馬までを着順を含め予想する。First 4と払い戻し計算を同一のプールで行う。
- Composite Win【日本では設定なし、「組合せ単勝式」】 - 指定された組合せのグループの中から、1着となる馬がどのグループから出てくるのかを予想する。前日発売オッズによるグループで構成される「3 Pick 1」、国際競走における馬の所属地によるグループで構成される「WINNING REGION」、調教師によるグループで構成される「WINNING TRAINER」の3種類がある。なお、グループに投票された金額をグループ内を構成する馬の単勝に自動的に反比例配分することにより、どの馬が勝っても同一オッズとなるように設計されているため、払い戻し計算はWinと同一プールで行われる。2022/2023シーズンから廃止する。

単一のレースで決着する投票方式の場合、投票した馬が出走取消・競走除外となった場合は、当該馬に関する投票は返還となる。
複数のレースにまたがって決着する投票方式（日本と同じ種類は存在しない）
- All Up【日本語で言うところの「コロガシ」投票】 - 2から6個のレースを選んで、Win・Place・Quinella・Quinella Place・Trio・3 Pick 1 のいずれかで予想する（投票方式はTrio以外の4式別は途中で変更してもよい。またWinとPlace、QuinellaとQuinella Placeは単一レース内での並行投票が可能。3 Pick 1 が絡んだ場合とTrioは最大3レースまでで、Trioを使った場合は全てTrioでしか投票できない）[11]。
- Double【二重勝単勝式】 - 連続した2レースについて、Winを予想する。ただし、1レース目的中で2レース目が2着となった場合は残念賞の対象となる[12][13]。この方式のみ、最終レース以外の全レースを起点として発売を行う。
- Treble【三重勝単勝式】 - 指定された3レース（3R-5Rと最終3個レース）について、Winを予想する。ただし、1,2レース目的中で3レース目が2着となった場合は残念賞の対象となる。通常、1日2回。
- Double Trio【二重三連勝複式】 - 指定された連続する2レースについて、Trioを予想する。残念賞はない。通常、1日4-5回。
- Triple Trio【三重三連勝複式】 - 指定された連続する3レースについて、Trioを予想する。前2レースを的中していれば、最終レースが不的中となっても残念賞の対象となる[14]。通常、1日1回。
- Six Up【（特別賞付き）六重勝複勝式】 - 指定された連続する6レース（ほとんどは後半6個レース）において、2着までに入る馬を予想する。ただし、全てのレースで選択した馬が1着となった場合には、Six-win bonusの払い戻し対象となる[15]。通常、1日1回。

複数のレースにまたがって決着する投票方式において競走除外が発生した場合は、日本と異なり特別な取り扱いが存在するため、現地で購入する際には注意を要する。
- ALL-UP（いわゆるコロガシ投票）においては、選択している賭式に依拠して取り扱いが行われる。単勝・複勝・二連複・ワイドの場合は、当該組み合わせは「1倍で払戻」されたものとして次のレースへ持ち越す[16]。
- それ以外の重勝式においては、原則として返還せず、除外された馬を票数確定時点の単勝1番人気馬と見なして振り替える[17]。

なお、正確には馬券ではないが、ブックメーカー投票方式によるJockey Challenge（騎師王）という投票方式が存在する。ジョッキーがレースで3着までに入着するとポイントが加算され、最もポイントの多いジョッキーが誰になるかを予想する形式である。ブックメーカー方式のため、投票した時点でのオッズが確定まで適用され、オッズは適宜更新されていく。基本的に最終レースの2つ前のレースの時点で発売を締め切るが、これ以前でも騎乗予定とその時点でのポイント状況により、勝者が確定する場合は発売を中止することがある。また、2022-23シーズンより、同様の要領で調教師のポイントレースを行うTrainer Challenge（練馬師王）が開始された。

#### 控除率
馬券の控除率については以下の通りである。公式サイトでは払戻率で掲載を行っているが、本稿では投票券_(公営競技)に準じて控除率で表記する。
| 賭式                               | 控除率         |
| ---------------------------------- | -------------- |
| Win（馬番号単勝式）                | 17.5%(*1)      |
| Composite Win（枠番号単勝式）      | 17.5%          |
| Place（複勝式）                    | 17.5%(*1)      |
| Quinella（普通馬番号二連勝複式）   | 17.5%          |
| Quinella Place（拡大二連勝複式）   | 17.5%          |
| Forecast（二連勝単式）             | 19.5%          |
| Trio（三連勝複式）                 | 19.5%          |
| Tierce（三連勝単式）               | 22%            |
| First 4（四連勝複式）              | 25% + 0.5%(*1) |
| Quartet（四連勝単式）              | 25% + 0.5%(*1) |
| Double（二重勝単勝式）             | 17.5%          |
| Treble（三重勝単勝式）             | 25%            |
| Double Trio（二重三連勝複式）      | 25% + 0.5%(*2) |
| Triple Trio（三重三連勝複式）      | 25% + 7.5%(*3) |
| Six Up（特別配当付き六重勝複勝式） | 25% + 0.5%(*2) |

(*1)海外サイマルキャストでフランスのレースを発売する場合15.05%に変更されることがある。
(*2)主催者の収益確保分として控除
(*3)ジャックポット用確保分（＝強制的なキャリーオーバー分）として控除

## メディア

### 活字媒体
地元の日刊紙（英字新聞含む）は競馬のページがあり、競馬に関する情報が毎日掲載されている。またレース開催日には、1レースごとに出走馬や予想が掲載されている。一方、競馬新聞も5 - 6紙存在しており、出走馬の成績や調教などのより専門的な内容と予想記事を掲載している。レース前日ごろには各地のブックスタンドで販売されている。
競馬雑誌は、「賽馬天下」が唯一の存在である。

### 放送・映像媒体
地上波テレビ放送は、1968年以来、一時期を除いて亞洲電視 (ATV) が実況中継を行っていた。以前は放送局の制作であったが、近年はジョッキークラブ自身により番組を制作し、ATVは放送枠を提供する形になっていた。また、競馬開催期間中の毎晩、次回開催に出走予定の馬の調教や関係者のコメントを、レース前日にはレース毎の競馬予想を行う番組、開催当日には、各レースごとに詳細な解説を行う競馬結果を放送する番組を放送していた。
しかし、ATVの放送免許が2016年3月限りで切れ、放送継続できなくなった事から、2015年9月からは無線電視（TVB）のJ2チャンネルで放送されている。
ケーブルテレビでは、有線電視が競馬専門チャンネルを持ち、同様の番組を放送している。
ラジオでは、民間ラジオ局である商業電台と香港數碼電台の2局で放送されている。かつては、公共放送である香港電台も放送を行っていたが、2004年シーズン限りで放送終了している。
またジョッキークラブのホームページでは、民間ラジオ放送局と同じ内容の放送をストリーミング配信しているほか、TVBで放送した予想番組や競馬結果の番組を配信している。また、数年前までのレースや、非開催日に行われるバリヤートライアルの全競走も見ることができる。
当日実施された競走の映像は、レースの10分後よりホームページで視聴可能となる。また香港で発売される海外競走についても、60分後より視聴可能となる。無料ホームページでは、レース映像のリアルタイム配信は行っていないが、香港国際競走については、2015年12月の開催以降、特設ページで配信される様になった。

## 競走馬と馬産
香港では競走馬の生産は行われていない。従って、所属している競走馬の全てがオセアニアやヨーロッパから輸入した競走馬（外国での出走経験があるものを含む）となっている。日本産馬も過去に在籍していた事があるが、目ぼしい成績は挙げられていない。
競走馬は騸馬が殆どで、牡馬は少ないが、香港で優秀な成績を挙げて種牡馬入りした馬も存在する。また、騸馬で顕著な成績を残した馬の中には、サイレントウィットネスやフェアリーキングプローンの様に、引退後の余生を香港や産まれ故郷の牧場に戻って過す馬もいる。
牝馬は非常に少ない。

## 調教師・騎手
騎手は、地元香港出身の騎手もいるが、リーディング上位の成績を収める騎手は、ほとんど海外からやってきた騎手で占められる。南アフリカ共和国出身のダグラス・ホワイト騎手が、2000-01年度より13年間連続リーディング記録を続けていたが、2013-14年度にその座を奪われ、2014-15年度は、ブラジル出身のジョアン・モレイラ騎手が、新記録となる145勝を挙げてリーディングジョッキーの座を奪取した。
またジョッキークラブに所属した女性騎手はこれまで4名おり、そのうち1997年にデビューした簡慧楡騎手は、1999年の香港ダービーに、女性騎手として初めて騎乗するなどして技量的にも注目されていたが、同年3月に落馬殉職し、翌年2000年度に最後の1名が引退してからは、女性騎手が所属する事はなかった。しかし、2015年シーズンからは、15年ぶりに蒋嘉琦（チョン・カーケイ）騎手がデビューした。蒋騎手は、2016年5月1日のレースで通算20勝を挙げ、これまでのジョッキークラブ所属女性騎手の最多勝記録を更新しており、1日4勝の記録も挙げるなど、注目されていたが、2018年に騎手を引退した。
調教師は、海外出身の調教師が多いなか、香港出身者も健闘している。1985年に開業したジョン・ムーア調教師は、これまでに1400勝以上を挙げ、7年連続でリーディング・トレーナーの座を占めている。このほか、アンソニー・クルーズ調教師やジョン・サイズ調教師、ポール・オサリバン調教師らは、日本でもたびたび管理馬を出走させている。

## 馬主
香港の競馬における馬主は、香港ジョッキークラブの会員になる必要があり、会員にならない限りは香港で競走馬を所有する事はできない。一方、組合馬主と呼ばれる、数名が1頭の馬を共同所有する制度もあり、むしろこちらの方が一般的である。なお、一人の馬主（組合馬主含む）が同時に所有可能な馬の頭数は、3頭に制限されている。また馬主であっても、例えばジョッキークラブが海外で購入した新馬の購入権は、抽選によって事前に選ばれるなどの制限がある。
新たにジョッキークラブの会員（馬主）になるには、複数の会員からの推薦が必要であり、かつジョッキークラブの厳正な資格審査を経た上で、初めて会員となって馬を所有する事が可能となる。ジョッキークラブ会員は、香港におけるステイタスシンボルでもある。
歴史的背景から、以前は香港在住の外国人馬主が多かったが、現在は香港住民が大半を占めるようになった。但し、現在でも外国人が新たに会員になる事は可能である。日本人では、エイシンの冠名で知られる平井豊光の息子である平井克彦と、スマートの冠名で知られる大川徹が、会員として馬の所有が可能となっている。

## 馬名の漢字表記
香港ジョッキークラブが発表する公文書に使用される海外馬の馬名や香港国際競走に出走する海外馬の馬名に対しては、英語表記とは別に漢字表記が付与されている。漢字表記は香港ジョッキークラブの内部組織である言語サービスチームが選定する。単なる翻訳ではなく、馬名が持つ意味・血統背景などを鑑みて見映えがよく、スタイリッシュに聞こえる漢字表記をデザインしている。
香港における日本馬の漢字表記例
- ロードカナロア - 龍王（Lordは「支配者」「神」を意味し、Kanaloaもまたハワイ神話で「海の神」を意味することから[27]）
- ディープインパクト - 大震撼（「深い印象を与える」を意味するが、中国語の感覚では「深い」よりも「大きい」が相応しいため[27]）
- シンボリクリスエス - 吉兆（Krisが「吉」、Simbolが「兆」を意味するため[27]）
- キセキ - 神業（過去に「奇跡」という馬がいたため、同じ意味合いを持つ「神業」になった[27]）

## 主な競走
国際競走
- 香港国際競走
  - 香港カップ
  - 香港ヴァーズ
  - 香港マイル
  - 香港スプリント
- クイーンエリザベス2世カップ
- チャンピオンズマイル
- 香港三冠
  - 香港スチュワーズカップ
  - 香港ゴールドカップ
  - 香港チャンピオンズ&チャターカップ
- クイーンズシルヴァージュビリーカップ
- チェアマンズスプリントプライズ[28]
- センテナリースプリントカップ[29][30]

香港所属馬限定競走
- 香港ダービー
- 香港クラシックマイル
- 香港クラシックカップ
- インターナショナルジョッキーズチャンピオンシップ

## 現在の香港の主な平地競走のレース日程（G1競走のみ）
- 12月- （第2週）香港国際競走（香港ヴァーズ・香港スプリント・香港マイル・香港カップ）
- 1月- （第3週）センテナリースプリントカップ・香港スチュワーズカップ
- 2月- （第3週）香港ゴールドカップ・クイーンズシルヴァージュビリーカップ
- 4月- （第4週）チャンピオンズデー（クイーンエリザベス2世カップ・チェアマンズスプリントプライズ[28]・チャンピオンズマイル）
- 5月- （第4週）香港チャンピオンズ&チャターカップ

暦の関係上、開催が前の月に前倒しする時や、翌月にずれ込むことがあり、第○週と書いてあるものがずれることがよくある。よってあくまでも目安として判断していただきたい。

## 競馬場
- ハッピーバレー競馬場
- 沙田競馬場（シャティン競馬場）
- 従化トレーニングセンター

## 日本への遠征
→詳細は「海外調教馬による日本への遠征」を参照。